# Corn marí

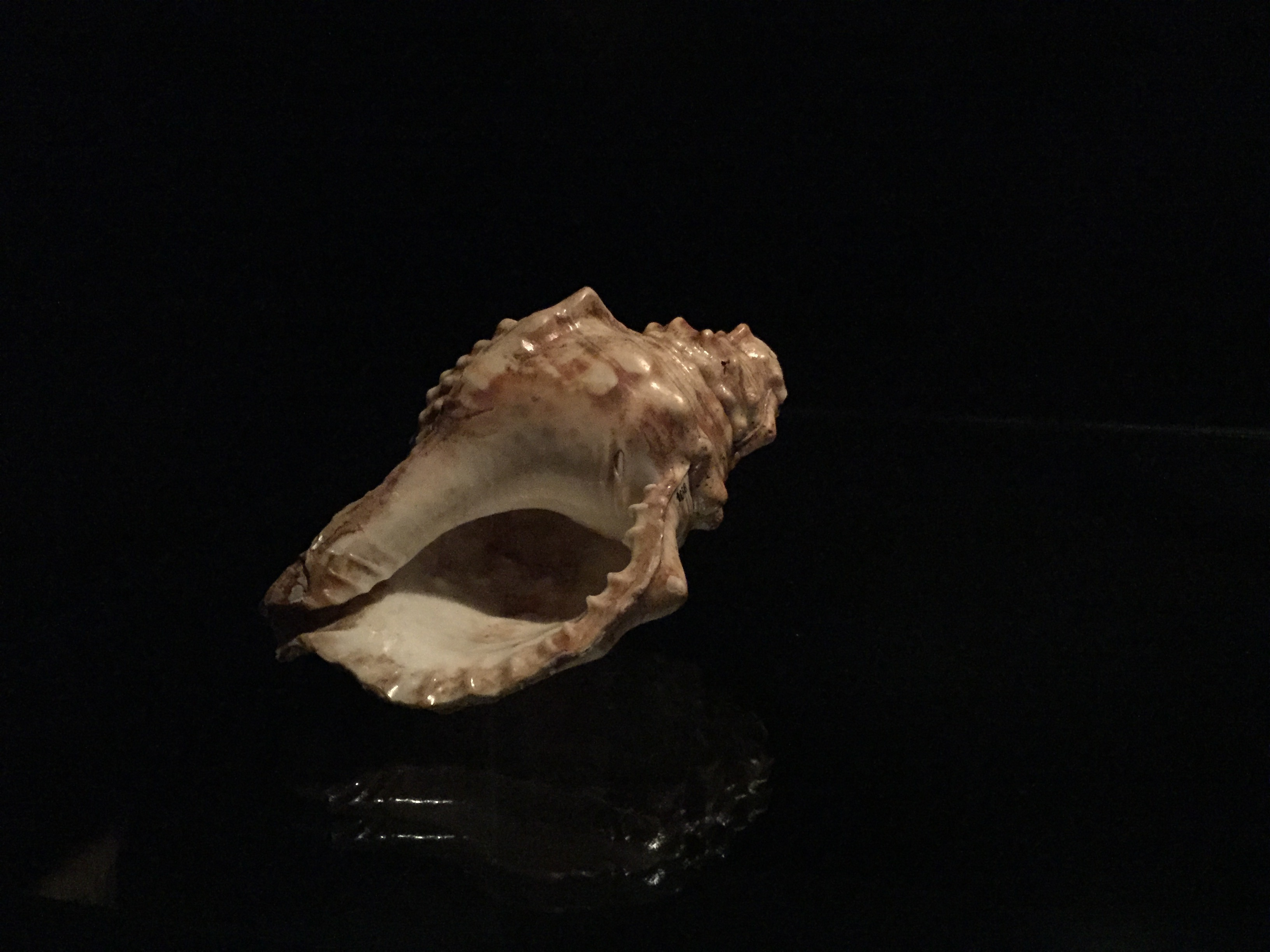
Corn marí, MDMB 1068, al fons del Museu de la Música de Barcelona

Un cargol o corn marí és una conquilla de diversos cargols marins de mida mitjana pertanyents a diverses espècies. Els autèntics cargols són els dels mol·luscs gastròpodes marins pertanyents al gènere Strombus (família Strombidae), però el nom s'aplica a les petxines de cargols d'altres espècies que tenen ambdós extrems punxeguts, és a dir, que tenen espires altes i un canal sifonal notable. Entre aquestes altres espècies s'inclouen les del gènere Melongena, el cargol de mar gegant sagrat o cargol chactel (Pleuroploca gigantea) i els del gènere Turbinella.

## Instrument musical

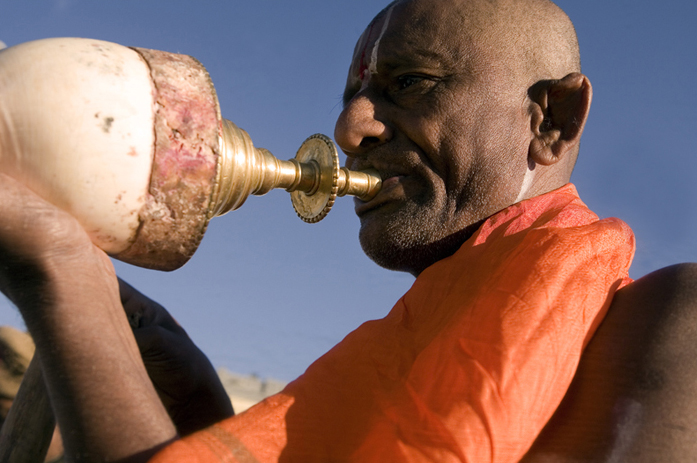
Un monjo hinduista bufant un cargol de mar (adaptat amb un broquet de bronze)

Els cargols s'empren per fabricar un instrument musical de vent que es bufa des de l'extrem o des d'un costat i al qual es pot acoblar un broquet. Els llavis de l'intèrpret actuen com una doble canya per produir les notes que ressonaran a l'interior del cargol.
Aquest element podia escoltar-se a les poblacions fluvials de les Terres de l'Ebre quan els llaguters l'empraven per evitar xocar amb una altra embarcació, amb els passos de barca que creuaven el riu o amb els rais que baixaven riu avall, quan hi havia boira al riu, i per anunciar la seva arribada a una població.
A l'Índia s'utilitza des de fa milers d'anys com a instrument musical. Els hinduistes creuen que el déu Vixnu sosté un shankhà (cargol) en una de les seves quatre mans, i que el bufa quan assassina algun dimoni, com a signe de victòria. El seu so estrepitós es considera propici (perquè allunya els fantasmes). En els temples de tota Índia s'utilitzen cargols de mar per començar i acabar les adoracions als murtis  (deïtats o ídols): es bufa tres vegades consecutives, cadascuna de pocs segons de durada. Alguns sacerdots, mitjançant una disposició especial dels llavis, poden bufar 2 cargols de mar simultàniament. Altres (molt rars) poden bufar un cargol de mar durant diversos minuts, mitjançant la respiració circular: mentre bufen el cargol de mar amb l'aire dels pulmons, s'inflen les galtes, després, mentre desinflen l'aire de les galtes (de manera controlada) per la boca, aprofiten aquest parell de segons d'aire extra per inspirar aire pel nas.
Al Japó hi ha una llarga tradició de molts segles amb l'horagai o jinkai.
El cargol s'utilitza com a trompeta a les illes del Pacífic i a regions d'Amèrica del Sud. Els seus usos més importants són marcar el ritme i fer l'acompanyament en danses.
A Canàries l'anomenen bucio (del portuguès búzio ), ja utilitzat pels guanches. S'utilitza, a més a més dels seus usos indígenes, en festes populars canàries, però també com a alarma o com a sistema per indicar l'inici o la fi del treball al camp o, més modernament, en la música de mestissatge. Les espècies utilitzades són Charonia Tritonis i Charonia lampas.
A la regió de Cantàbria, al nord d'Espanya, s'empra el denominat bígaru, habitualment de l'espècie Strombus gigas, com a acompanyament en l'execució de la dansa guerrera de la Balla d'Ibio.

## Literatura
En l'obra de William Golding El senyor de les mosques hi ha freqüents al·lusions al corn. És usat pels nens per reunir a tots en assemblea i per indicar qui té el torn de la paraula, representant simbòlicament la democràcia i l'ordre. Quan una pedra llançada per Roger, el lloctinent de Jack Merridew, destrossa el cargol de mar, és un signe que l'ordre civilitzat s'ha desplomat i ha començat la dominació de Jack.